# Sempervivum brevipetalum
Sempervivum brevipetalum är en fetbladsväxtart som beskrevs av Kit Tan och F. Sorger. Sempervivum brevipetalum ingår i släktet taklökar, och familjen fetbladsväxter. Inga underarter finns listade i Catalogue of Life.